# Црква Свете великомученице Марине у Претрешњи
Црква Свете великомученице Марине у Претрешњи, насељеном месту на територији општине Блаце, припада Епархији нишкој Српске православне цркве. Црква је подигнута 1939. године на темељима старијег средњевековног храма и посвећена је Светој великомученици Марини.
Највероватније је овај храм био метох манастира светог Пантелејмона на Светој Гори, јер је ово село било имовина поменутог манастира. На пронађеном печату из 1930. године, сазнаје се да је била посебна црквена општина, а да је храм био посвећен Ваведењу Пресвете Богородице. Црква је обновљена у периоду од 2005. до 2009. године.